# Begonia chuyunshanensis
Espèce
Begonia chuyunshanensis est une espèce de plantes de la famille des Begoniaceae.